# Conospermum tenuifolium
Conospermum tenuifolium är en tvåhjärtbladig växtart som beskrevs av Robert Brown. Conospermum tenuifolium ingår i släktet Conospermum och familjen Proteaceae. Inga underarter finns listade i Catalogue of Life.